# Головко Валерій Григорович
Вале́рій Григо́рович Головко (нар. 19 травня 1972 — 26 серпня 2015) — солдат Збройних сил України, учасник російсько-української війни.

## Життєпис
Народився 1972 року в місті Дніпропетровськ, де закінчив середню школу, одружився й проживав.
Квітнем 2015-го призваний за мобілізацією; солдат, гранатометник 19-го окремого мотопіхотного батальйону.
26 серпня 2015 року загинув від смертельного поранення внаслідок обстрілу терористами з РСЗВ «Град» під селом Прохорівка Волноваського району — снаряд влучив у бліндаж, загинуло 4 бійців — Олег Середюк, Олександр Гуменюк, Валерій Головко, Олег Матлак.
Похований в місті Дніпропетровськ, кладовище «Ювілейне».
Без Валерія лишилися дружина та син.

## Нагороди та вшанування
За особисту мужність, сумлінне та бездоганне служіння Українському народові, зразкове виконання військового обов'язку відзначений — нагороджений
- орденом «За мужність» ІІІ ступеня (16.1.2016, посмертно)[1]